# Предраг Бајчетић
Предраг Бајчетић (Београд, 22. мај 1934 — Београд, 30. мај 2018) био је српски режисер, глумац, продуцент и универзитетски професор. Бајчетић је био редовни професор глуме на Факултету драмских уметности у Београду.

## Биографија
Након завршетка средње школе, уписује Академију за позоришну уметност у Београду у одсеку режије, коју завршава 1956. године у класи Хуга Клајна.
Током своје каријере, био је помоћни режисер у Југословенском драмском позоришту, од 1956—1960. године, а затим главни режисер до 1965. године. Од 1964. године био је редовни професор глуме на Факултету драмских уметности у Београду, где су у његовој класи глуму завршили многи познати српски глумци као што су: Катарина Радивојевић, Слобода Мићаловић, Елизабета Ђоревска, Катарина Жутић, Воја Брајовић и многи други.
Као помоћни редитељ сарађивао је са Бојаном Ступицом, Матом Милошевићем, Бранком Гавелом и Томиславом Танхофером. Као гост у позоришту Атеље 212, Народном позоришту у Београду и у Позоришту „Бошко Буха“ радио је као режисер. На сцени Српског народног позоришта поставио је Мајку Храброст Б. Брехта 1967. године. Радио је и у Норвешкој, у Ослу је повремено држао семинаре за студенте глуме од 1970—1976. године и режирао у Позоришту Ворт у Молдеу.
Као редитељ и адаптатор текстова радио је за ТВ Београд и Радио Београд.
Радио је сценарио за серију Седам Хамлета (1967). Био је продуцент филмова Мртав ’ладан (2002) и Патуљци са насловних страна (2018) и режисер позоришне представе Комедијаши.
Преминуо је 30. маја 2018. године у Београду, а сахрањен је 5. јуна 2018. године на Новом гробљу у Београду.
Његова жена је била Боба Благојевић.

## Награде
- Награда Златни венац, за најбољу представу на фестивалу Малих Сцена у Сарајеву, са Матом Милошевићем, за представу Међу јавом и мед сном (1962).
- Стеријина награда за најбољу представу, за представу Откриће Добрице Ћосића, у драматизацији Мирослава Беловића и Јована Ћирилова и у режији Мате Милошевића и Предрага Бајчетића и извођењу Југословенског драмског позоришта из Београда (1962).
- Вукова награда (2015). године.[8]

## Филмографија

### Филмске улоге
- Мртав ’ладан (2002)
- Изабрао сам Сократ-Прота-Крап - самог себе (2007)
- Хитна помоћ - Заменик министра здравља (2009)

### Филмови које је режирао
- Седам Хамлета (1967)
- Невероватни цилиндер Њ. В. краља Кристијана (1968)
- Снаха (1969)
- Преко мртвих (1969)
- Хајде да се играмо (1969)
- Удовиштво госпође Холројд (1970)
- Петак вече (1972)
- Пораз (1972)
- Сами без анђела (1972)